# Dracaenaceae
Famille
Classification APG II (2003)
Classification APG III (2009)
Classification APG IV (2016)
La famille des Dracaenacées (Dracaenaceae Salisb.) est constituée de plantes monocotylédones dont la classification incertaine a souvent varié selon les époques et les auteurs.

## Étymologie
Le nom vient du genre Dracaena, issu du grec δρακαινα  / drakaina, dragon. En effet la plante est appelée « arbre dragon » car, selon Alexandre de Théis, « son suc se réduit en une poudre rouge, aromatique semblable au vrai sang-dragon oriental qui est une substance différente ».

## Classification
Cette famille est invalide dans les classifications phylogénétiques du XXIe siècle. Classiquement, elle peut comprendre 2 genres : Dracaena et Sansevieria, parmi lesquels on retrouve notamment des espèces cultivées pour leur résistance en plantes d'intérieur.

## Liste des genres
- Dracaena
- Sansevieria

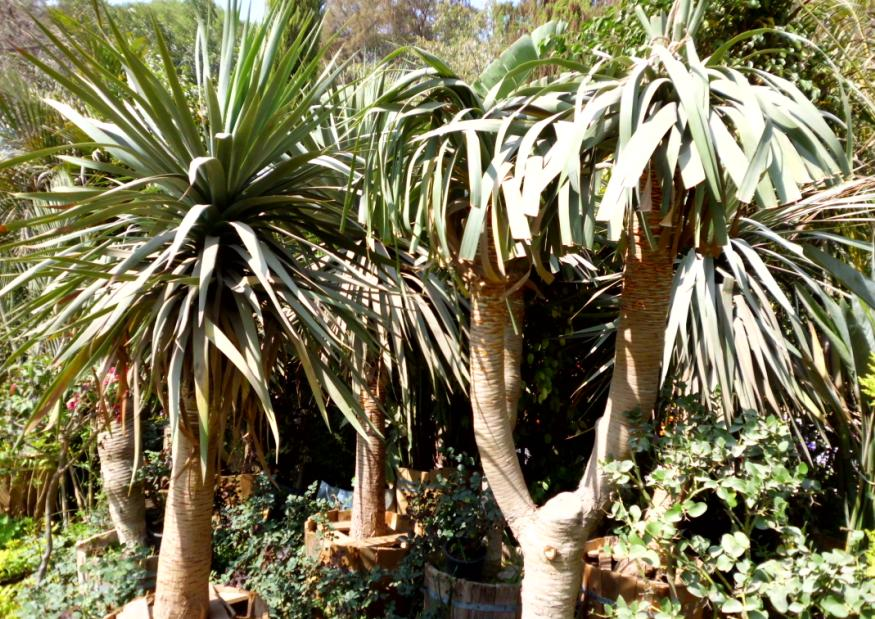
Dragonnier des Canaries (Dracaena draco)
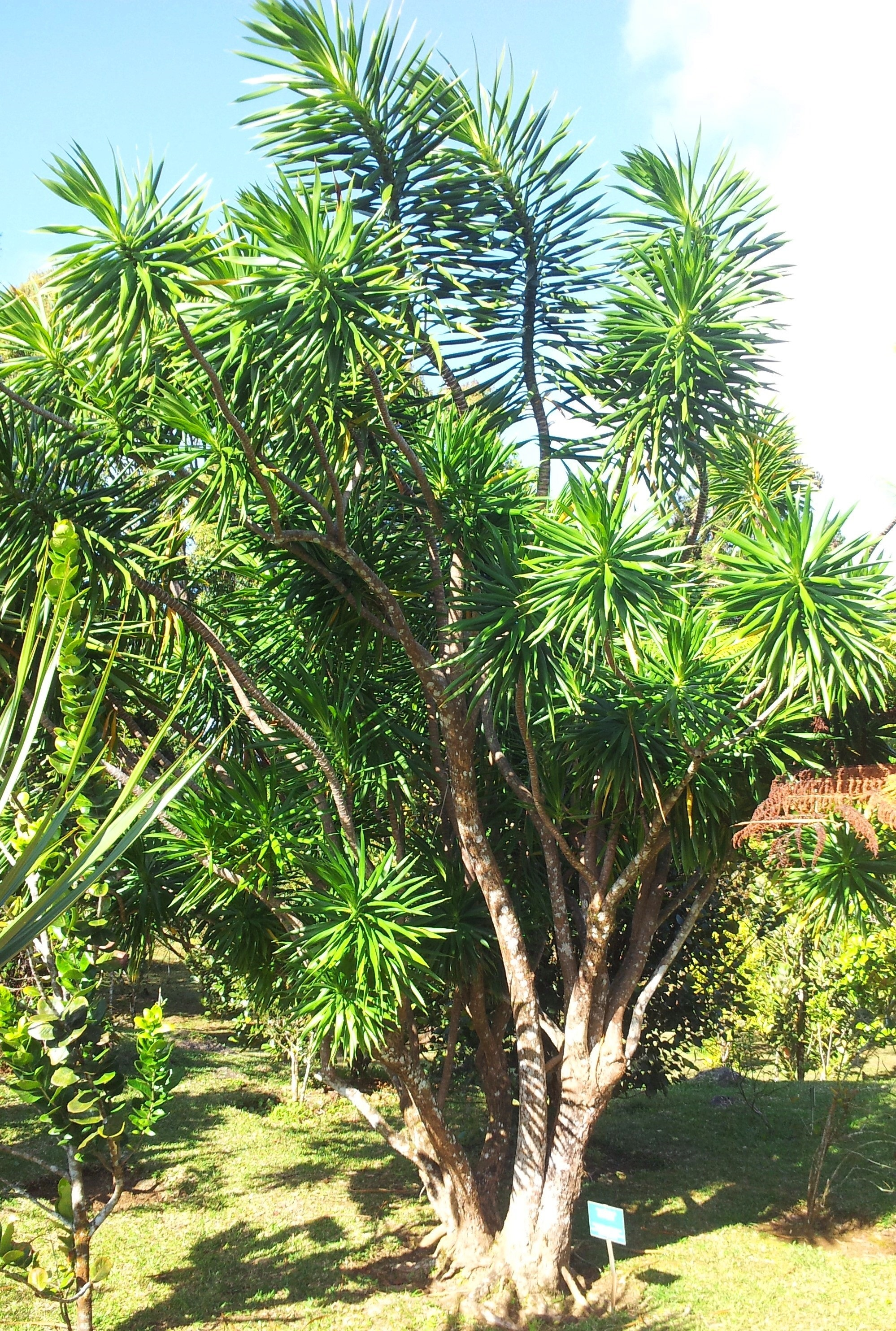
Bois de chandelle (Dracaena reflexa)
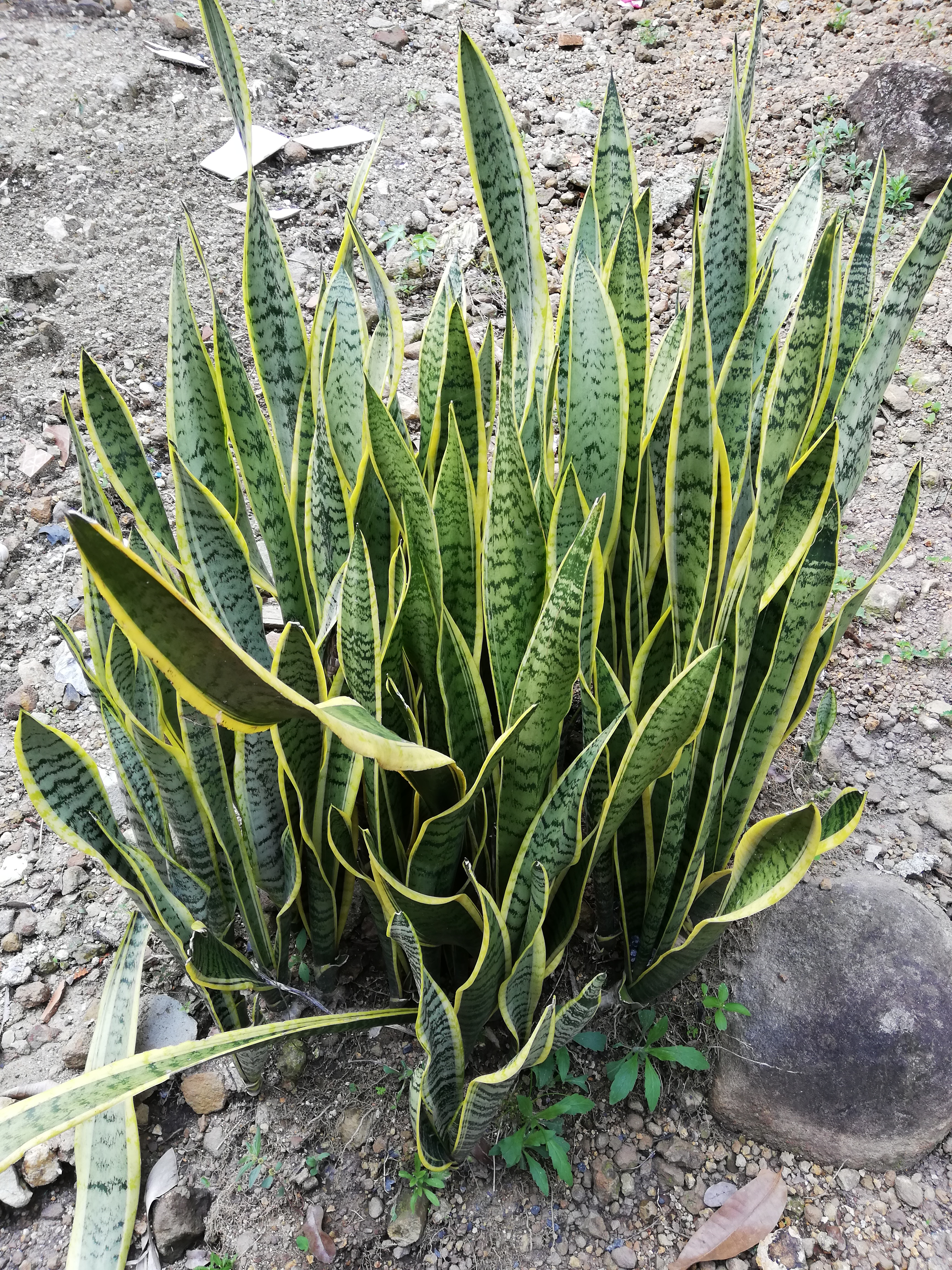
Sansevieria trifasciata
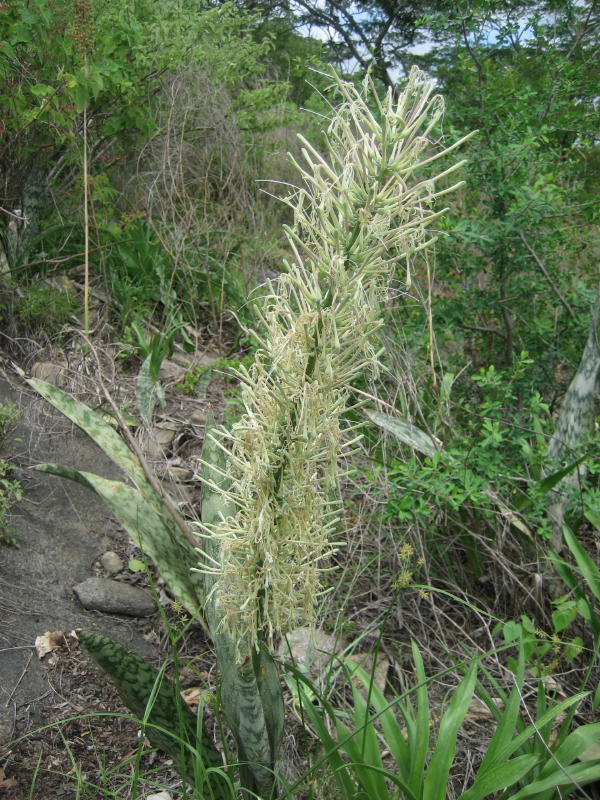
Sansevieria hyacinthoides

## Histoire
Classiquement, les Dracaenaceae pouvaient former selon les différentes classifications, une sous-famille des Liliaceae, des Asparagaceae, ou des Agavaceae, voire ne pas constituer un clade distinct.
Les Sansevieria pouvaient aussi parfois former une famille distincte : celle des Sanseveriaceae.
La classification phylogénétique APG II (2003) intègre les genres de Dracaenaceae dans la famille des Ruscaceae.
La classification phylogénétique APG III (2009) intègre les genres de Dracaenaceae dans la famille des Asparagaceae, sous-famille des Nolinoideae.
La classification phylogénétique APG IV (2016) intègre ces genres dans la famille des Asparagaceae, sous-famille  des Nolinoideae, tribu des Dracaeneae.